# Sopade
Le Sopade est la dénomination du Parti social-démocrate d'Allemagne (SPD) en exil pendant la dictature nazie. Il est basé à Prague de 1933 à 1938, puis à Paris de 1938 à 1940, puis poursuit ses activités à Londres jusqu'en 1945.

## Historique
Après l'occupation et la confiscation des locaux des syndicats par les nazis, le 2 mai 1933, la direction du parti décide que ses membres les plus menacés doivent fuir l'Allemagne le plus rapidement possible. Otto Wels, Paul Hertz (de), Friedrich Stampfer (de), Erich Ollenhauer et d'autres sont chargés de créer un parti en exil, à Prague.
Dès la mi-mai, le Sopade entre en conflit avec les dirigeants du SPD restés à Berlin, comme Paul Löbe. L'interdiction du SPD en Allemagne, décrétée le 22 juin 1933 rend ce conflit sans objet.
Avec la collaboration de Rudolf Hilferding le Sopade publie des rapports sur la situation politique et l'opinion publique en Allemagne, grâce à un réseau de correspondants restés sur place.
Sous la pression de groupes d'opposition internes comme le mouvement Neu Beginnen et les Revolutionäre Sozialisten Deutschlands (de), le Sopade publie en 1934 le Manifeste de Prague (de), signé par Rudolf Hilferding, qui appelle au renversement du régime nazi par la révolution.